# Don Niam
Don Niam er en amerikansk skuespiller og kampsports atlet af italiensk oprindelse. Han er nok bedst kendt i rollen som Stingray fra filmen Undefeatable.

## Biografi
Don Niam har trænet kampsport siden han var helt ung. Han debuterede som skuespiller i 1993, men endte allerede den karriere i 1996. I dag træner han Hung Fut Kung Fu på sin skole i USA. 